# سامسونج جالكسي إيه 53 5 جي
سامسونج جلاكسي A53 5G هو هاتف ذكي اقتصادي من انتاج شركة سامسونج صدر لأول مرة في مارس 2022 وأعلن عنه في مارس 2022 في حدث Samsung Galaxy Unpacked مع سامسونج جلاكسي A33 5G سامسونج جلاكسي A73 5G وأبرز ما يميز Samsung Galaxy A53 الكاميرات الممتازة وسعة البطارية الكبيرة.